# Bernardino Fergioni

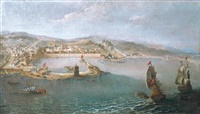
Vue de Messine depuis la mer

Bernardino Vincenzo Fergioni dit « Lo sbirretto » (Rome, 2 janvier 1674 - vers 1738) était un peintre italien de vues marines et ports de mer. Claude Joseph Vernet étudie dans l'atelier de Fergione à son arrivée à Rome en 1732.

## Œuvres
- Vue panoramique de Messine, huile sur toile, 43,2 × 74,0 cm